# Ryder Cup 2023
Der 44. Ryder Cup wurde vom 29. September bis zum 1. Oktober 2023 auf dem Course Campionato des Marco Simone Golf and Country Club im italienischen Guidonia Montecelio bei Rom ausgetragen. Europa gewann die Ausgabe mit 16½-11½ und holte sich die Trophäe wieder zurück, nachdem man das 43. Aufeinandertreffen 2021 auf dem Straits Course des Golfclubs Whistling Straits in Haven, Wisconsin in den USA mit 9-19 verloren hatte.

## Vergabe
Im Dezember 2015 wurde der Marco Simone Golf and Country Club bei Rom als Austragungsort bekannt gegeben. Die italienische Bewerbung setzte sich gegen die Kandidaten Wien, Bad Saarow bei Berlin und Girona durch. Ursprünglich sollte der Wettbewerb 2022 stattfinden. Da der vorherige für 2020 geplante Wettbewerb wegen COVID-19 um ein Jahr verschoben wurde, verlegten die Organisatoren auch den Wettbewerb 2022 um ein Jahr.

## Austragungsort
Der Marco Simone Golf and Country Club befindet sich in Guidonia Montecelio, das im Südwesten an Rom angrenzt. Die 150 Hektar große Golfanlage im hügeligen Gelände wurde 1989 fertiggestellt. Der Platz war 1994 und 2021 Austragungsort der Italian Open. Für den Ryder Cup wurde der Platz von 2018 bis 2021 modernisiert.

## Mannschaften

### Europa
Bei den Europäern wurde ursprünglich Henrik Stenson zum Kapitän ernannt. Nach dessen Wechsel zu LIV Golf wurde er durch Luke Donald ersetzt. Donald behielt die von Stenson benannten Co-Captains Thomas Bjørn und Edoardo Molinari und berief zusätzlich Nicolas Colsaerts.
Bei den Spielern qualifizieren sich je drei Spieler über die Europäische Punkteliste und die Weltrangliste. Der Kapitän bestimmt anschließend die verbleibenden sechs Spieler.

### USA
Als Mannschaftskapitän der USA wurde Zach Johnson ausgewählt. Er wird von den Co-Captains Steve Stricker und Davis Love III unterstützt.
Die USA ermittelten sechs Spieler über eine Punkteliste. Weitere sechs Golfer werden vom Mannschaftskapitän bestimmt.

## Modus
Insgesamt werden 28 Spiele im Matchplay-Modus ausgetragen. Am Freitag und Samstag sind jeweils vier Spiele Vierball und Klassische Vierer Spiele vorgesehen. Der Kapitän der gastgebenden Mannschaft hat das Recht zu entscheiden, ob zuerst Vierball oder klassischer Vierer gespielt wird. Am Schlusstag folgen traditionell die zwölf Einzelspiele.

## Spielergebnisse

### Freitag
Die Eröffnungsrunde startete 7:35 Uhr Ortszeit. Die Paarungen wurden während der Eröffnungszeremonie am Donnerstag bekannt gegeben und im Vierer von den Europäern dominiert. Zum ersten Mal in der Geschichte des Ryder Cups führte das europäische Team mit 4:0 nach der ersten Session. 
| Vierer            |         |                    |
| Spieler           | Score   | Spieler            |
| Rahm/Hatton       | 4 & 3   | Scheffler/Burns    |
| Åberg/Hovland     | 4 & 3   | Homa/Harman        |
| Lowry/Straka      | 2 & 1   | Fowler/Morikawa    |
| McIlroy/Fleetwood | 2 & 1   | Schauffele/Cantlay |
| 4                 | Session | 0                  |
| 4                 | Gesamt  | 0                  |

| Vierball            |         |                     |
| Spieler             | Score   | Spieler             |
| Hovland/Hatton      | ½ – ½   | Thomas/Spieth       |
| Rahm/Højgaard       | ½ – ½   | Scheffler/Koepka    |
| MacIntyre/Rose      | ½ – ½   | Homa/Clark          |
| McIlroy/Fitzpatrick | 5 & 3   | Morikawa/Schauffele |
| 2½                  | Session | 1½                  |
| 6½                  | Gesamt  | 1½                  |

### Samstag
| Vierer            |         |                    |
| Spieler           | Score   | Spieler            |
| McIlroy/Fleetwood | 2 & 1   | Thomas/Spieth      |
| Åberg/Hovland     | 9 & 7   | Scheffler/Koepka   |
| Lowry/Straka      | 4 & 2   | Homa/Harma         |
| Rahm/Hatton       | 2 & 1   | Schauffele/Cantlay |
| 3                 | Session | 1                  |
| 9½                | Gesamt  | 2½                 |

| Vierball            |         |                |
| Spieler             | Score   | Spieler        |
| Hovland/Åberg       | 4 & 3   | Burns/Morikawa |
| Fleetwood/Højgaard  | 2 & 1   | Homa/Harman    |
| Rose/MacIntyre      | 3 & 2   | Thomas/Spieth  |
| Fitzpatrick/McIlroy | 1 Up    | Cantlay/Clark  |
| 1                   | Session | 3              |
| 10½                 | Gesamt  | 5½             |

### Sonntag
| Einzel      |         |            |
| Spieler     | Score   | Spieler    |
| Rahm        | ½ – ½   | Scheffler  |
| Hovland     | 4 & 3   | Morikawa   |
| Rose        | 2 & 1   | Cantlay    |
| McIlroy     | 3 & 1   | Burns      |
| Fitzpatrick | 1 Up    | Homa       |
| Hatton      | 3 & 2   | Harman     |
| Åberg       | 3 & 2   | Koepka     |
| Straka      | 2 Up    | Thomas     |
| Højgaard    | 3 & 1   | Schauffele |
| Lowry       | ½ – ½   | Spieth     |
| Fleetwood   | 3 & 1   | Fowler     |
| MacIntyre   | 2 & 1   | Clark      |
| 6           | Session | 6          |
| 16½         | Gesamt  | 11½        |